# Konstantin Wieland
Konstantin Joseph Wilhelm Wieland (* 15. März 1877 in Ravensburg; † 23. August 1937 bei Bad Wurzach) war ein deutscher Geistlicher und Jurist.

## Leben
Er studierte er Rechtswissenschaft und ließ sich in Ravensburg als Rechtsanwalt nieder. 1904 er seinem Bruder Franz Wieland in das Priesterseminar in Dillingen an der Donau. Am 29. Juli 1906 wurde er zum Priester geweiht. Er wurde anschließend Kaplan in Neu-Ulm und 1909 Benefiziat in Lauingen. 1910 verweigerte er zusammen mit seinem Bruder den Antimodernisteneid. Seit 1913 er wieder Rechtsanwalt. 1920 wurde er Amtsrichter in Ulm.

## Schriften (Auswahl)
- Die Heilstat Christi als Neuschöpfung und Wiedergeburt. Leipzig 1907, OCLC 552512566.
- Hat Jesus geirrt? Ein Lösungsversuch zur Parusiefrage. Dillingen 1910, OCLC 632450629.
- Judas Iscariot. Die Kirche im Weltkrieg. Augsburg 1920, OCLC 72388556.
- Los von Rom. Bad Homburg 1925, OCLC 72388560.